# Buch.de Internetstores

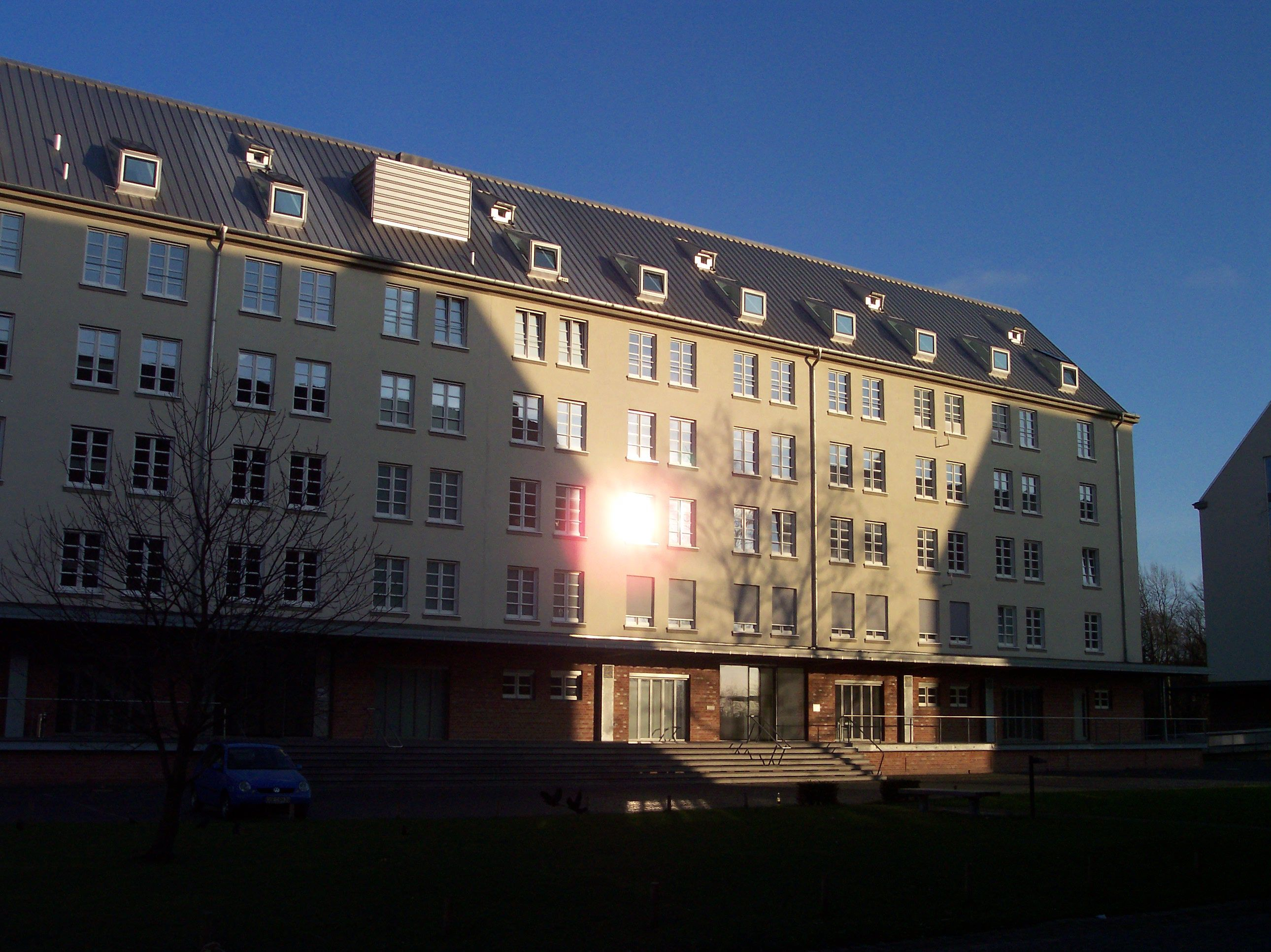
Sitz von Buch.de in Münster

Die Buch.de Internetstores AG (Eigenschreibung buch.de internetstores) mit Sitz im westfälischen Münster war ein im Jahr 1998 gegründeter Online-Händler. 
Zu der Gesellschaft gehörte neben dem Buch.de-Onlineshop noch die Marken bol.de und alphamusic.de. Auch betrieb sie die Internetauftritte von Thalia.de in Deutschland und Thalia.at in Österreich. Neben Büchern, die ca. 80 % des Umsatzes ausmachen, hatte die AG noch E-Books, E-Book-Reader, Musik, Filme, Games, Spielwaren, Software, Büroartikel und Blumen im Angebot.
Im März 2015 wurde Buch.de mit der Thalia Holding verschmolzen und ist nicht mehr als eigenständiges Unternehmen tätig.

## Geschichte

### Gründungsjahre
1998 gründete Michael Urban gemeinsam mit Ulrich Kuchenreuther die Buch.de AG in Ibbenbüren-Laggenbeck im Tecklenburger Land. In den Jahren zuvor hatte er bereits Erfahrungen damit gesammelt, Bücher, zunächst vor allem aus dem eigenen Verlag Pergamon, über das Internet zu verkaufen. Die Buch.de AG startete mit einem Umsatz von über 700.000 DM in nur sechs Monaten unerwartet erfolgreich. Für die Geschäftsidee Internetbuchhandel ließen sich, anfangs im Rahmen einer Privatplatzierung, rasch Geldgeber finden. 1999 ging die Gesellschaft im Segment Neuer Markt unter dem Namen Buch.de Internetstores AG an die Börse. Die Buch.de-Aktie war, bezeichnend für den damaligen Dotcom-Boom, zum Ende der Zeichnungsfrist mehrfach überzeichnet. Im selben Jahr begann Buch.de eine Kooperation mit der Phönix Montanus GmbH (jetzt: Thalia Holding GmbH). Dies war gleichzeitig der Beginn der Beteiligung der Douglas Holding AG; Phönix und Montanus waren seit 1994 unter dem Dach der Douglas Holding AG zusammengeschlossen.

### Expansion
Im Jahr 2000 platzte die Dotcom-Blase. Auch die Buch.de internetstores AG stand, wie viele andere so genannte Start-Ups, im Juni 2000 auf der „Todesliste“ des Platow Briefs, überstand jedoch diese Marktbereinigungsphase der New Economy unbeschadet. Im selben Jahr schloss das Unternehmen eine bis heute andauernde Partnerschaft mit Lufthansa Miles & More. Gleichzeitig wandelte sich die Buch.de Internetstores AG vom reinen Internet-Buchhändler zum Internet-Buch- und Medienhändler und nahm Musik-CDs in ihr Angebot auf. 2001 verlegte das Unternehmen seinen Firmensitz von Ibbenbüren nach Münster (Westfalen) und erwarb die Schweizer Buch.ch AG. Im selben Jahr entstand durch den Zusammenschluss der Thalia Buchhandlungen und Phönix die Thalia Holding GmbH, über die sich die Douglas Holding AG fortan an der Buch.de Internetstores AG beteiligte.
2002 akquirierte Buch.de die Bertelsmann-Online-Marken bol.de und bol.ch. Im Gegenzug erwarb die Direct Group Bertelsmann Anteile an Buch.de und wurde nach der Thalia Holding GmbH zum zweitgrößten Anteilseigner. Ab 2003 war die Buch.de Internetstores AG mit der Übernahme der österreichischen Domain amadeusbuch.at (heute Thalia.at) im gesamten deutschsprachigen Raum vertreten und erwarb später mit lion.cc und austrobuch.at zwei weitere österreichische Online-Shops. Im April 2005 verlegte das Unternehmen seinen Firmensitz innerhalb Münsters in die Speicherstadt. In den Jahren 2006 und 2007 erweiterte der Online-Händler sein Sortiment um Spielwaren, und, mit der Akquisition der Flexist GmbH und der Alphamusic GmbH, um Elektronik- und Büroartikel. 2008, im zehnten Jahr ihres Bestehens, betrieb die Gesellschaft mit neunzehn Marken in drei Ländern die höchste Anzahl an Online-Shops. An den Firmensitzen in Münster und Winterthur (Schweiz) waren über 100 Mitarbeiter beschäftigt.

### Weitere Entwicklung
Im Jahr 2009 begann die Buch.de Internetstores AG mit einem Sony-Gerät den Vertrieb von E-Book-Readern; E-Books hatte sie bereits seit 2002 im Angebot. In 2010 und 2011 kam mit dem Oyo das erste gemeinsam mit Thalia entwickelte elektronische Lesegerät für digitale Bücher in die Shops, der ab 2012 durch den tolino abgelöst wurde. Im September 2012 verkaufte die Buch.de Internetstores AG das Schweizer Tochterunternehmen Buch.ch AG, um sich mit insgesamt fünf Shops auf zwei Märkte – Deutschland und Österreich – mit einheitlicher Preisstruktur (Buchpreisbindung) zu konzentrieren.

### Verschmelzung mit Thalia
Mit Beschlussfassung der Hauptversammlung vom 2. April 2014 und Eintragung in das Handelsregister am 16. Mai 2014, sind die verbliebenen Minderheitsanteile (4,9 %) an Buch.de gegen Gewährung einer Barabfindung (Squeeze-out) an die Thalia Holding übergegangen.
Das Unternehmen wurde im Anschluss zuerst in die Buch.de Internetstores GmbH umgewandelt und zum 17. März 2015 mit der Thalia Holding verschmolzen. Der Onlineshop wurde danach noch bis zu seiner Schließung am 16. Mai 2018 direkt von der Thalia Holding Standort Münster betrieben.

## Aktionärsstruktur
Die Buch.de Internetstores AG war eine dem deutschen Recht unterstehende, am regulierten Markt notierte Aktiengesellschaft. Ihr gezeichnetes Kapital betrug 13.389.279 Euro und entsprach damit 13,4 Millionen auf den Inhaber lautenden, nennwertlosen Stückaktien mit einem rechnerischen Nennwert von einem Euro. Hauptaktionär war die zur Douglas Holding AG gehörende Thalia Holding GmbH mit einer Beteiligung in Höhe von 95,1 Prozent (Stand Anfang Dezember 2013). Die vollständige Übernahme mit Abfindung der verbliebenen Minderheitsaktionäre erfolgte am 19. Mai 2014. Kurz darauf wurde die Notierung der Aktie eingestellt.

## Produkte
- Bücher
- E-Books
- E-Reader
  - E-Book-Reader 4Ink (TrekStor)
  - Bookeen Cybook Odyssey
  - tolino
- Hörbücher
- Musik
- DVDs
- Blu-Rays
- Computerspiele
- Software
- Spielwaren
- Büromaterial
- Blumen